# ARDEC

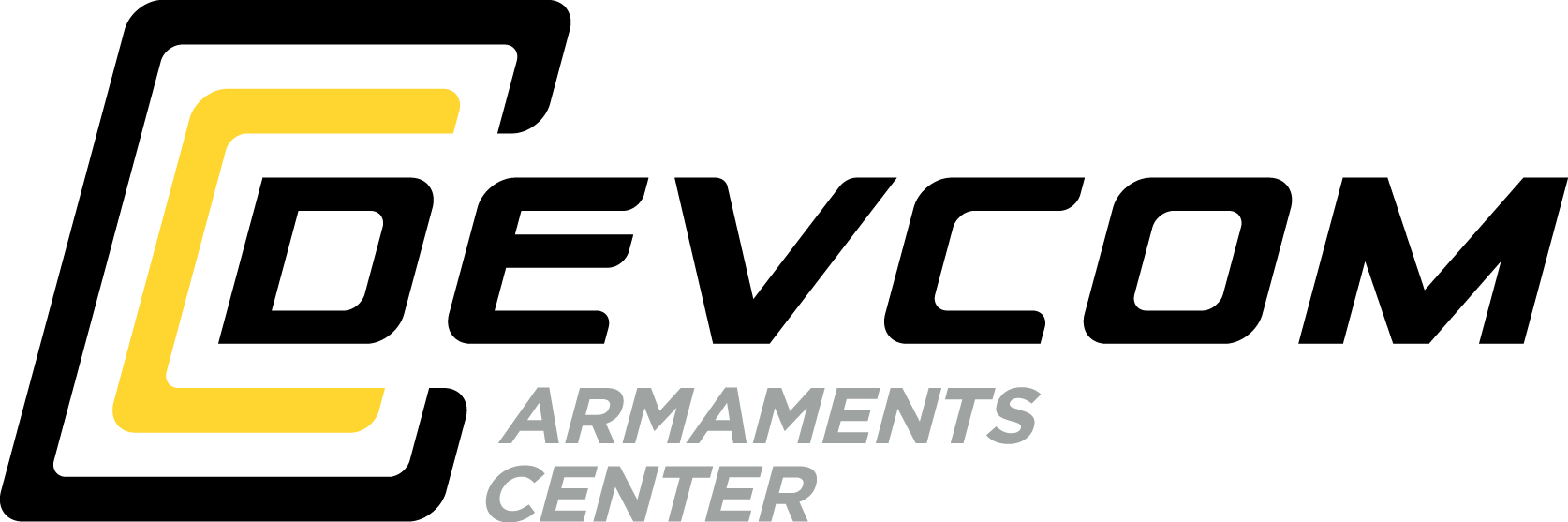
Логотип CCDC Armaments Center

ARDEC (англ. United States Army Armament Research, Development and Engineering Center) — центр досліджень, розробок та інженерінгу озброєнь сухопутних військ США.
Створений у 1977 р., штаб-квартира розташована на території Арсеналу Пікатінні. Підпорядковується Командуванню сухопутних військ з досліджень, розробок та інженерінгу (RDECOM).
У 2019 р. реорганізований в CCDC Armaments Center (U.S. Army Combat Capabilities Development Command Armaments Center).

## Основні проекти
- Автоматичний мінометний комплекс ADIM (Automated DirectIndirect fire Mortar)[3]
- Програма Extended Range Cannon Artillery (ECRA)[3]
- Модернізація 155-мм гаубиці M777A2[3]
- Розробки нових боєприпасів (пристрій прецизійного наведення некерованих боєприпасів PGK, XM1113 та ін.)[3]